# Fédération du Paraná de football
 (signalé en août 2025).
Si vous disposez d'ouvrages ou d'articles de référence ou si vous connaissez des sites web de qualité traitant du thème abordé ici, merci de compléter l'article en donnant les références utiles à sa vérifiabilité et en les liant à la section « Notes et références ».
- Archive Wikiwix
- Bing
- Cairn
- DuckDuckGo
- E. Universalis
- Gallica
- Google
- G. Books
- G. News
- G. Scholar
- Persée
- Qwant
- (zh) Baidu
- (ru) Yandex
- (wd) trouver des œuvres sur Wikidata

La Fédération du Paraná de football (Federação Paranaense de Futebol en portugais) est un organisme sportif brésilien regroupant les clubs de football du Paraná. Fondée le 4 août 1937, elle organise les compétitions régionales, comme le championnat du Paraná de football. Elle représente également les clubs du Paraná au sein de la Fédération du Brésil de football.